# Max Binder (Politiker, 1911)
Max Binder (* 22. August 1911 in Kirchberg im Wald; † 29. Januar 2010 ebenda) war ein deutscher Politiker (CSU).

## Leben
Binder besuchte die Volksschule in seinem Heimatort und anschließend eine Fortbildungsschule. Ab 1928 folgte ein Besuch der Viehhaltungs- und Melkerschule. Ab 1928 nahm er an einem genossenschaftlichen Buchhaltungskurs teil. Während des Zweiten Weltkriegs war er von September 1939 bis zum Kriegsende 1945 zunächst an der West-, später auch an der Ostfront im Einsatz. Er wurde zum 1. August 1945 von den US-Militärbehörden gegen seinen Willen zum Bürgermeister seiner Heimatgemeinde ernannt, was er bis Oktober 1960 blieb. Zudem war er bis Oktober 1960 noch im genossenschaftlichen Geld- und Warenverkehr als Geschäftsführer der Raiffeisenkasse Kirchberg tätig. Direkt danach wurde er zum Landrat des Landkreises Regen gewählt. Als Landrat gelang ihm eine wesentliche Verbesserung der Wasserversorgung im Bayerischen Wald. Er war Vorsitzender des Zweckverbandes Wasserversorgung Bayerischer Wald, wo er federführend für den Bau der Trinkwassertalsperre Frauenau war.
Zudem war er vom 28. November 1954 bis zum 22. November 1970 Abgeordneter der dritten bis sechsten Wahlperiode des Bayerischen Landtags. Dort war er von 1955 bis zu seinem Ausscheiden Mitglied im Ausschuss für Grenzlandfragen. Seit Beginn der vierten Wahlperiode 1958 war er zudem bis 1970 im Ausschuss für Wirtschaft und Verkehr tätig.
Binder heiratete 1946 Anneliese Kehrer († Oktober 1993), mit der er drei Kinder hatte.

## Auszeichnungen
Binder wurde am 7. Dezember 1964 mit dem Bayerischen Verdienstorden ausgezeichnet.